# Черами, Винченцо
Винче́нцо Чера́ми (итал. Vincenzo Cerami; 2 ноября 1940, Рим — 17 июля 2013, Рим) — итальянский писатель и сценарист, прославившийся многолетним сотрудничеством с актёром и режиссёром Роберто Бениньи. Номинант на премии «Оскар» (1999) и BAFTA (1999).

## Биография
Черами родился в Риме. Учителем итальянского языка и литературы в школе пригорода Чампино работал Пьер Паоло Пазолини. Будущий режиссёр смог привить любовь к своим предметам многим ученикам, среди которых был и юный Винченцо. В 1966 году Черами работал помощником Пазолини на съёмках картины «Птицы большие и малые» . Писательский успех приходит к нему десять лет спустя, когда выходит первый роман под названием «Маленький-маленький буржуа», через год удачно экранизированный Марио Моничелли. Карьера Винченцо Черами в литературе и в кино стартовала.
Ряд фильмов, снятых по сценариям Черами в 70-80-е годы, обретали большую популярность и добавляли профессиональный «вес» самому Винченцо. Он работал с Джанни Амелио, Марко Беллоккьо, Джузеппе Бертолуччи, Антонио Альбанезе и мн.др. В 1988 году фильмом «Чертёнок» началось долговременное и плодотворное сотрудничество Винченцо Черами с актёром и режиссёром Роберто Бениньи (всего он работал над сценарием шести картин тосканца). За сценарий к фильму «Жизнь прекрасна» оба были номинированы на «Оскар» и премию BAFTA, а за «Пиноккио» — на антипремию «Золотая малина».
В Италии Черами был известен также как автор стихотворных сборников, создатель пьес, эссе, песен.

## Личная жизнь
Был женат на актрисе Мимзи Фармер. Их дочь Айша пошла по стопам матери.

## Избранная фильмография
Сценарист
- «Молчаливый странник», 1968
- «Ненависть и мой бог», 1969
- «Слепой», 1971
- «Мелкий-мелкий буржуа», 1977
- «Пляжный домик», 1977
- «Прыжок в пустоту», 1980
- «Глаза, рот», 1982
- «Чертёнок» , 1988
- «Джонни-Зубочистка» , 1991
- «Его звали Бенито (мини-сериал)» , 1993
- «Монстр» , 1994
- «Жизнь прекрасна» , 1997
- «Стерва» , 2000
- «Пиноккио» , 2002
- «Легенда о принцессе Парве» , 2003
- «Учебник любви» , 2005
- «Тигр и снег» , 2005
- «Все на море» , 2011
- «Влюблённые» , 2012

Актёр
- «Пиноккио» , 2002 — человек с усами
- «Все на море» , 2011 — Джанни